# Rougegoutte
Rougegoutte est une commune française située dans le département du Territoire de Belfort, la région culturelle et historique de Franche-Comté et la région administrative Bourgogne-Franche-Comté. 
La commune est administrativement rattachée au canton de Giromagny. Ses habitants sont appelés les Rougegouttois.

## Géographie
Comme les villages voisins de Grosmagny et de Giromagny, Rougegoutte s'est développé au pied du versant sud du massif des Vosges, le long d'une ancienne voie romaine qui reliait Langres à l'Alsace en contournant la montagne. Aujourd'hui cette voie est celle des villages fleuris du pays-sous-vosgien, Rougegoutte a d'ailleurs reçu le grand prix du fleurissement pour récompenser ses efforts.
Le bassin houiller stéphanien sous-vosgien passe sous la commune.
C'est une des 189 communes du parc naturel régional des ballons des Vosges.

### Climat
Pour des articles plus généraux, voir Climat de la Bourgogne-Franche-Comté et Climat du Territoire de Belfort.
En 2010, le climat de la commune est de type climat de montagne, selon une étude du Centre national de la recherche scientifique s'appuyant sur une série de données couvrant la période 1971-2000. En 2020, Météo-France publie une typologie des climats de la France métropolitaine dans laquelle la commune est exposée à un climat semi-continental et est dans la région climatique  Vosges, caractérisée par une pluviométrie très élevée (1 500 à 2 000 mm/an) en toutes saisons et un hiver rude (moins de 1 °C). 
Pour la période 1971-2000, la température annuelle moyenne est de 9,2 °C, avec une amplitude thermique annuelle de 17,1 °C. Le cumul annuel moyen de précipitations est de 1 280 mm, avec 13,6 jours de précipitations en janvier et 10,8 jours en juillet. Pour la période 1991-2020, la température moyenne annuelle observée sur la station météorologique de Météo-France la plus proche, « Giromagny_sapc », sur la commune de Giromagny à 2 km à vol d'oiseau, est de 10,2 °C et le cumul annuel moyen de précipitations est de 1 636,6 mm. 
La température maximale relevée sur cette station est de 37,2 °C, atteinte le 24 juillet 2019 ; la température minimale est de −18,9 °C, atteinte le 20 décembre 2009,,. 
Les paramètres climatiques de la commune ont été estimés pour le milieu du siècle (2041-2070) selon différents scénarios d'émission de gaz à effet de serre à partir des nouvelles projections climatiques de référence DRIAS-2020. Ils sont consultables sur un site dédié publié par Météo-France en novembre 2022.

## Urbanisme

### Typologie
Au 1er janvier 2024, Rougegoutte est catégorisée bourg rural, selon la nouvelle grille communale de densité à sept niveaux définie par l'Insee en 2022.
Elle appartient à l'unité urbaine de Giromagny, une agglomération intra-départementale regroupant quatre  communes, dont elle est une commune de la banlieue,,. Par ailleurs la commune fait partie de l'aire d'attraction de Belfort, dont elle est une commune de la couronne,. Cette aire, qui regroupe 91 communes, est catégorisée dans les aires de 50 000 à moins de 200 000 habitants,.

### Occupation des sols
L'occupation des sols de la commune, telle qu'elle ressort de la base de données européenne d’occupation biophysique des sols Corine Land Cover (CLC), est marquée par l'importance des forêts et milieux semi-naturels (57,9 % en 2018), une proportion identique à celle de 1990 (57,9 %). La répartition détaillée en 2018 est la suivante : 
forêts (57,9 %), prairies (21,1 %), zones agricoles hétérogènes (12 %), zones urbanisées (9 %). L'évolution de l’occupation des sols de la commune et de ses infrastructures peut être observée sur les différentes représentations cartographiques du territoire : la carte de Cassini (XVIIIe siècle), la carte d'état-major (1820-1866) et les cartes ou photos aériennes de l'IGN pour la période actuelle (1950 à aujourd'hui).

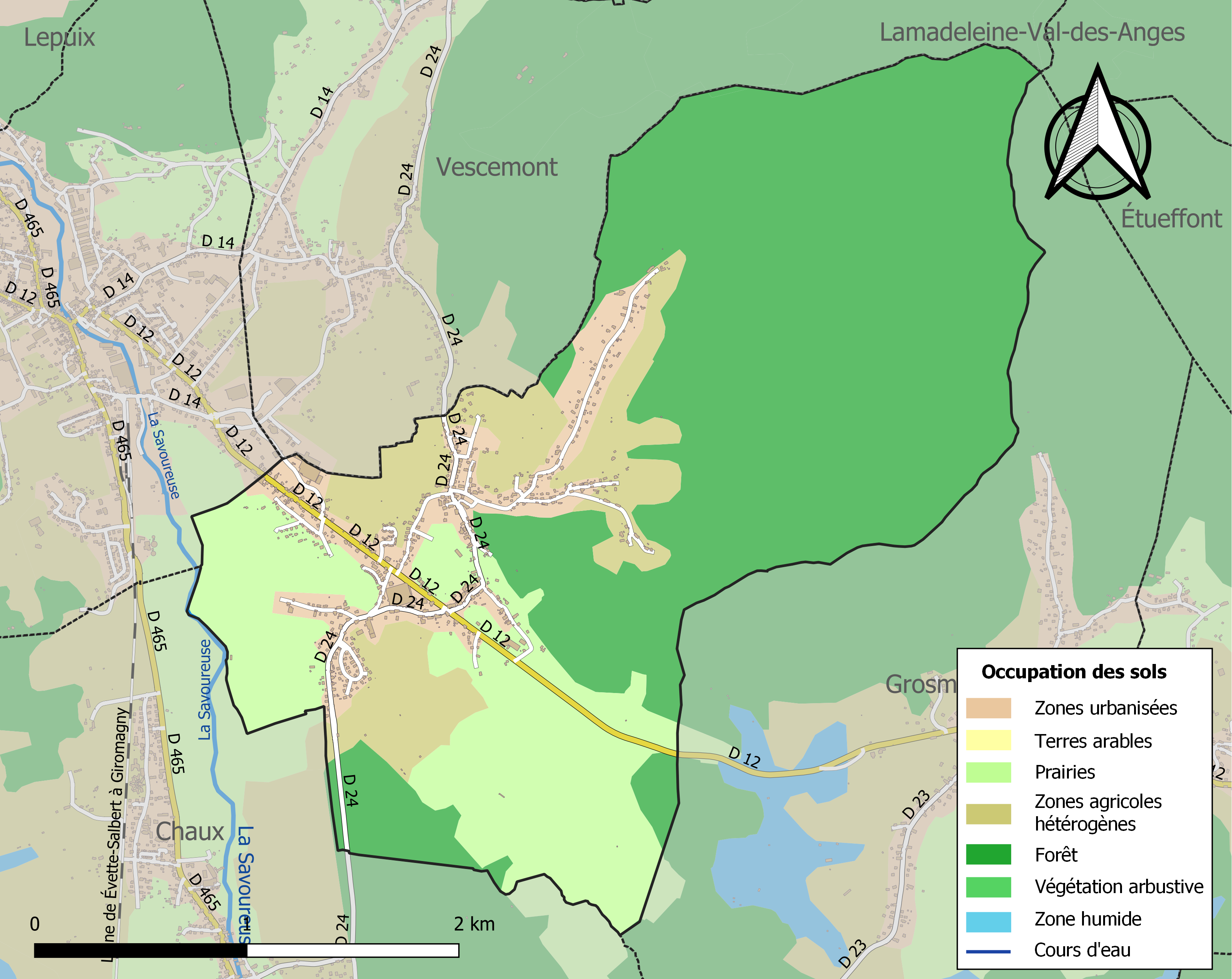
Carte des infrastructures et de l'occupation des sols de la commune en 2018 (CLC).

## Toponymie

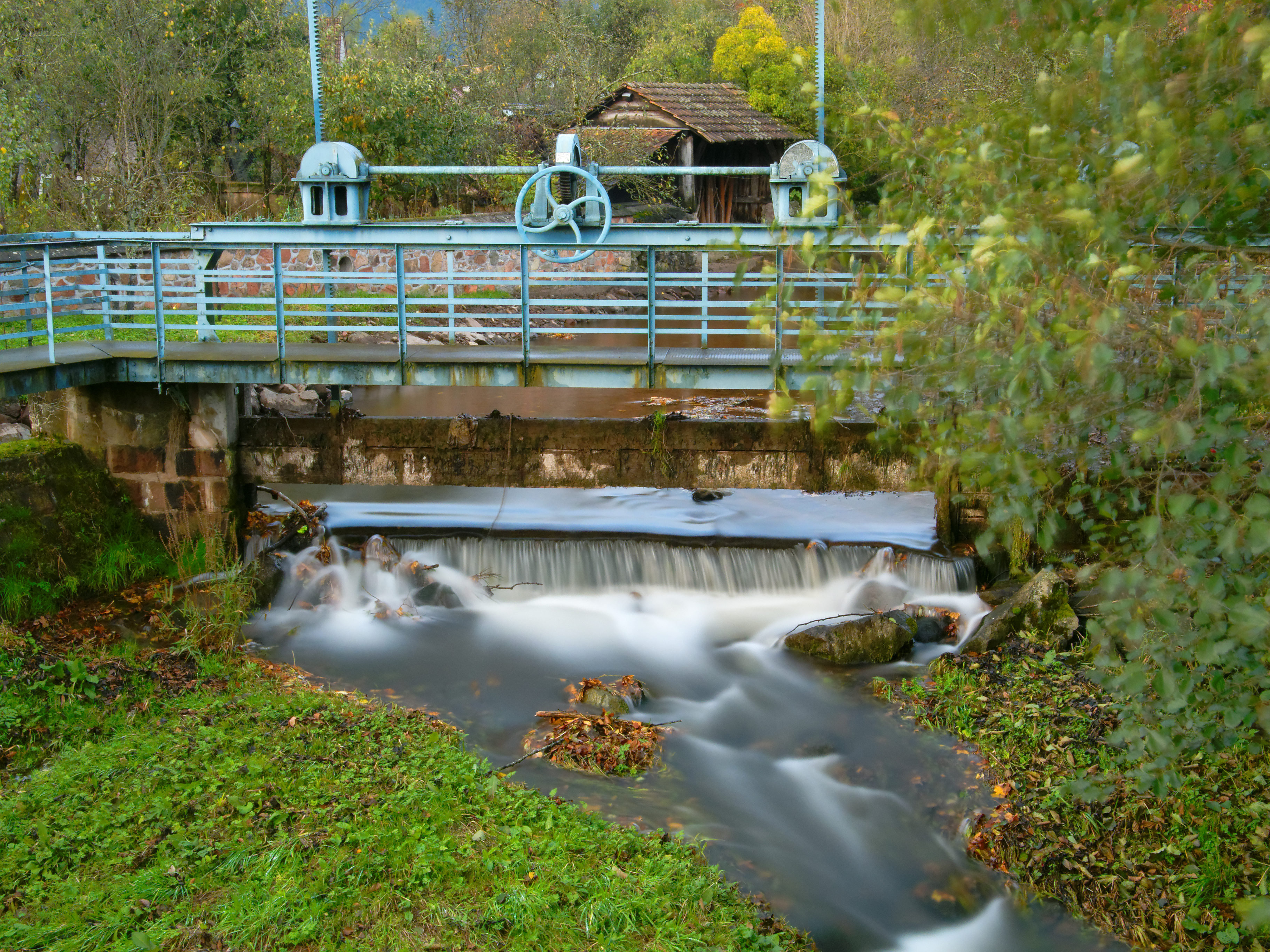
La Rougegoutte.

Le nom du village est Rusegůt en 1394, Rubea Guta sur un document du XIVe siècle, Roschegotte en 1427, Rougegoutte en 1655.
Le village doit son nom à la goutte (mot désignant un torrent du piémont sous-vosgien)  qui a creusé son lit dans le grès rouge qui affleure dans le secteur.

## Histoire
Dès le XIe siècle, le village fit partie de la seigneurie du Rosemont. Le tilleul, sur la place au pied de l'église, aurait plus de quatre cents ans. La population de Rougegoutte était de 824 habitants en 1881.
En 1196, il existait déjà une église qui constituait le centre d'une paroisse comprenant, au moins en partie, Éloie, Giromagny, Grosmagny, Lepuix dite Lepuix-Gy, Riervescemont, Rougegoutte et Vescemont.
Le village de Giromagny s'est développé à partir du XVIe siècle. Il fut constitué en paroisse indépendante en 1569.
Actuellement la paroisse d'origine ne rassemble plus que les habitants de Rougegoutte, Éloie, Vescemont et quelques familles de Riervescemont, plus proches de Rougegoutte. Le bâtiment actuel date en partie de 1724, il est consacré à saint Georges.

## Politique et administration

### Liste des maires

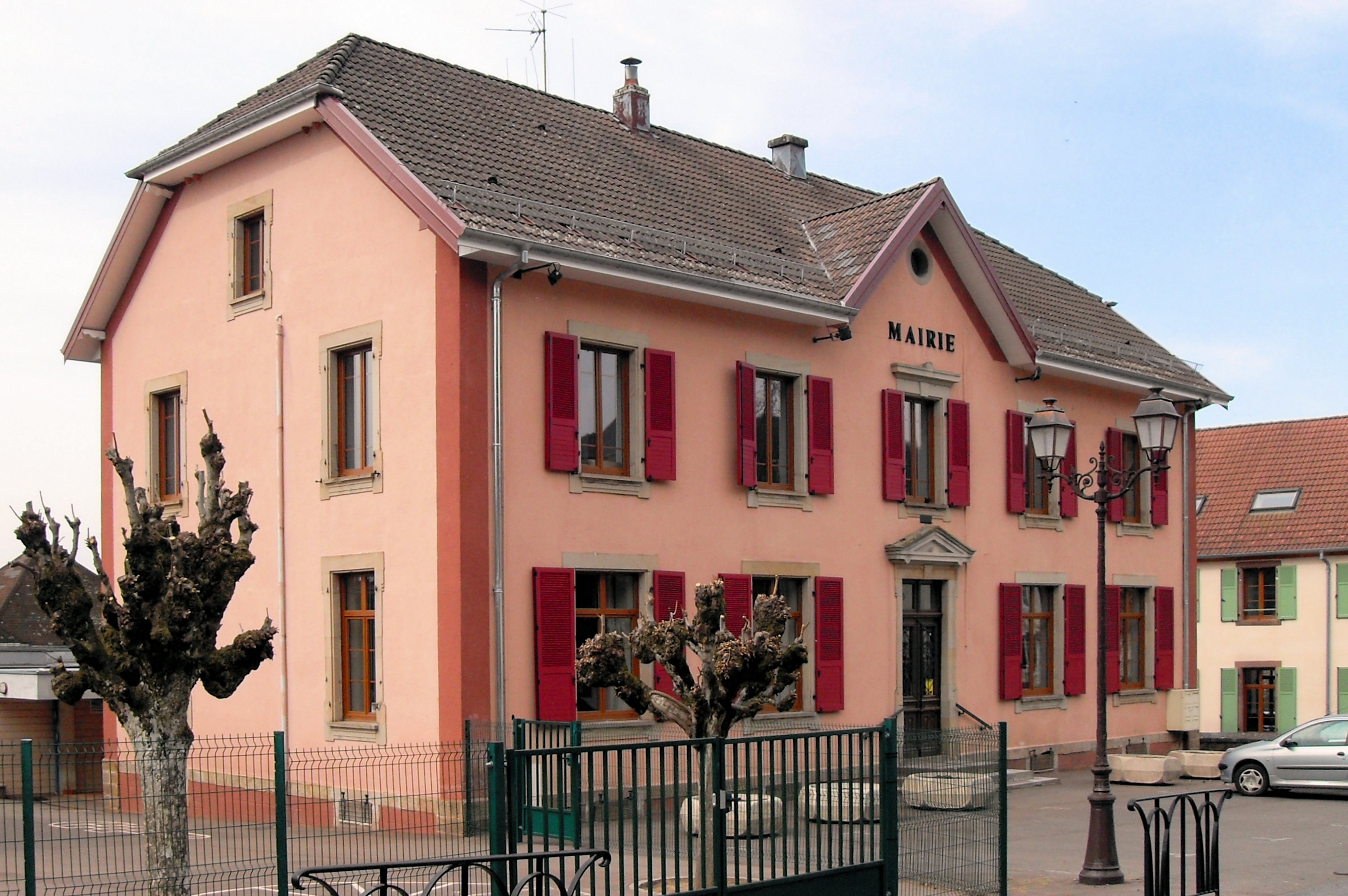
La mairie de Rougegoutte.

| Période                                  | Période  | Identité  | Étiquette | Qualité                               |
| ---------------------------------------- | -------- | --------- | --------- | ------------------------------------- |
| Les données manquantes sont à compléter. |          |           |           |                                       |
| mars 2014                                | En cours | Guy Miclo | DVG       | Conseiller général puis départemental |

### Budget et fiscalité 2015
En 2015, le budget de la commune était constitué ainsi :
- total des produits de fonctionnement : 636 000 €, soit 614 € par habitant ;
- total des charges de fonctionnement : 623 000 €, soit 602 € par habitant ;
- total des ressources d’investissement : 253 000 €, soit 244 € par habitant ;
- total des emplois d’investissement : 198 000 €, soit 191 € par habitant ;
- endettement : 815 000 €, soit 787 € par habitant.

Avec les taux de fiscalité suivants :
- taxe d’habitation : 9,94 % ;
- taxe foncière sur les propriétés bâties : 9,66 % ;
- taxe foncière sur les propriétés non bâties : 48,53 % ;
- taxe additionnelle à la taxe foncière sur les propriétés non bâties : 0,00 % ;
- cotisation foncière des entreprises : 0,00 %.

## Population et société

### Démographie
L'évolution du nombre d'habitants est connue à travers les recensements de la population effectués dans la commune depuis 1793. Pour les communes de moins de 10 000 habitants, une enquête de recensement portant sur toute la population est réalisée tous les cinq ans, les populations de référence des années intermédiaires étant quant à elles estimées par interpolation ou extrapolation. Pour la commune, le premier recensement exhaustif entrant dans le cadre du nouveau dispositif a été réalisé en 2006.

En 2022, la commune comptait 988 habitants, en évolution de +0,51 % par rapport à 2016 (Territoire de Belfort : −2,78 %, France hors Mayotte : +2,11 %).
| 1793 | 1800 | 1806 | 1821 | 1831 | 1836 | 1841 | 1846 | 1851 |
| ---- | ---- | ---- | ---- | ---- | ---- | ---- | ---- | ---- |
| 548  | 597  | 418  | 570  | 671  | 739  | 701  | 729  | 662  |

| 1856 | 1861 | 1866 | 1872 | 1876 | 1881  | 1886  | 1891  | 1896  |
| ---- | ---- | ---- | ---- | ---- | ----- | ----- | ----- | ----- |
| 650  | 660  | 695  | 711  | 824  | 1 004 | 1 020 | 1 304 | 1 450 |

| 1901  | 1906  | 1911  | 1921  | 1926  | 1931 | 1936 | 1946 | 1954 |
| ----- | ----- | ----- | ----- | ----- | ---- | ---- | ---- | ---- |
| 1 335 | 1 325 | 1 314 | 1 072 | 1 030 | 995  | 843  | 758  | 803  |

| 1962 | 1968 | 1975 | 1982 | 1990 | 1999 | 2006 | 2011  | 2016 |
| ---- | ---- | ---- | ---- | ---- | ---- | ---- | ----- | ---- |
| 789  | 826  | 892  | 919  | 858  | 894  | 971  | 1 011 | 983  |

| 2021 | 2022 | - | - | - | - | - | - | - |
| ---- | ---- | - | - | - | - | - | - | - |
| 981  | 988  | - | - | - | - | - | - | - |

### Enseignement
Regroupée en RPI avec la commune de Vescemont, Rougegoutte accueille les classes primaires jusqu’au CE2.

### Santé
Un cabinet médical accueille trois médecins de façon permanente.

## Économie
- Visteon, équipementier automobile.
- Fonderie Behra, puis Berbette, puis Canda[23].

## Culture locale et patrimoine

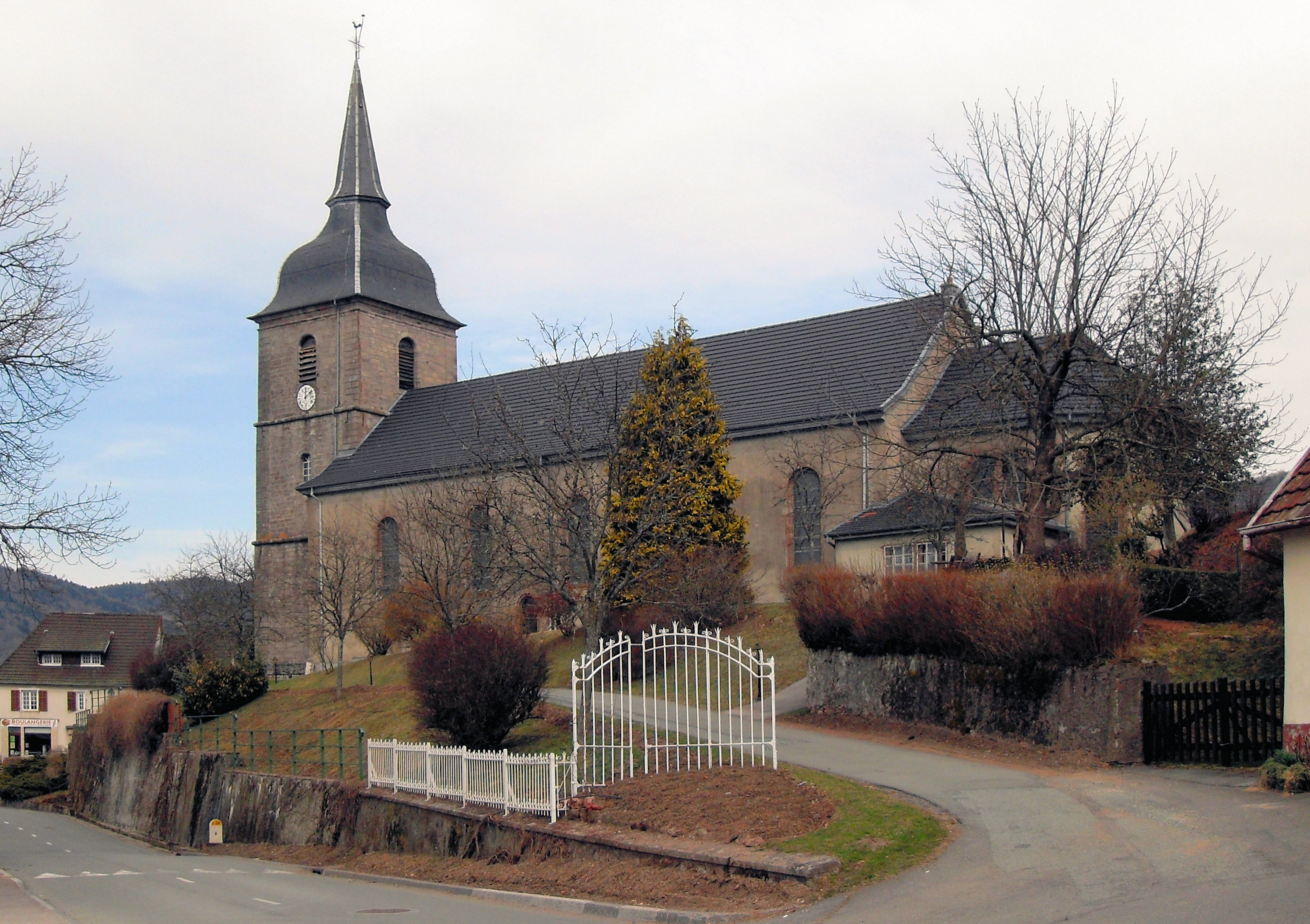
L'église Saint-Georges

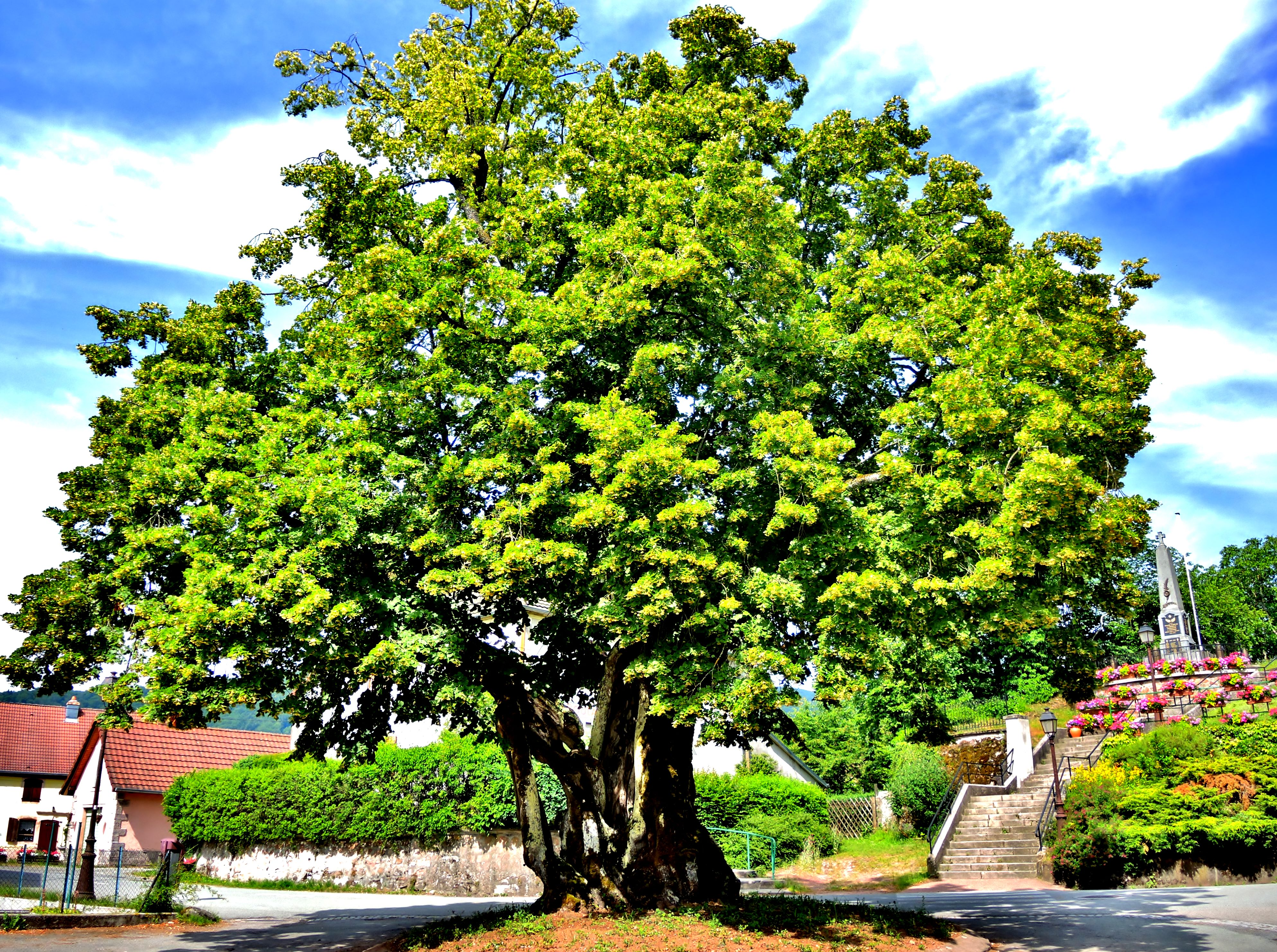
Le tilleul pluri-centenaire

### Lieux et monuments
- Église Saint-Georges[24], l'orgue, l'horloge et les cloches[25].
- Monuments commémoratifs[26].
- Plaque commémorative déportation[27].
- Deux croix en pierre.
- Au centre du village, un magnifique tilleul de plus de 400 ans d'existence. Cet arbre aurait peut-être été planté en 1578 en tant qu’arbre de justice.

### Personnalités liées à la commune
- Georges Lienhart (1886-1952), as de l'aviation durant la Première Guerre mondiale né sur la commune.

### Héraldique
| Blason de Rougegoutte | Blason  | De gueules à la salamandre d'or.                 |
| Blason de Rougegoutte | Détails | Le statut officiel du blason reste à déterminer. |

## Pour approfondir